# The Modern Art of Setting Ablaze
The Modern Art of Setting Ablaze ist das dritte Studioalbum der deutschen Band Mantar. Es erschien am 24. August 2018 über Nuclear Blast.

## Entstehung
Entstanden die ersten beiden Alben von Mantar noch durch zahlreiche Jamsessions so schrieb Sänger und Gitarrist Hanno Klänhardt den Großteil des neuen Materials in seiner neuen Heimat Gainesville im US-amerikanischen Bundesstaat Florida. Dabei ließ sich Klänhardt viel Zeit und schrieb Lieder, die häufig um die sechs Minuten lang waren. Danach mieteten sich beide Musiker Anfang 2018 einen Proberaum in ihrer Heimatstadt Bremen. Mit dem Schlagzeuger Erinç Sakarya sichtete Klänhardt in den folgenden sechs Wochen das Material und die Lieder wurden auf drei bis vier Minuten Länge gekürzt. Für die Band war wichtig, die eigenen Stärken hervorzuheben und überflüssigen Ballast abzuwerfen.

„Aber mit diesem dritten Album war es uns sehr wichtig, dass die Leute nicht mehr sagen, dass das eine geile Death-Metal-Platte oder ne geile Doom-, Sludge- oder Punk-Platte ist. Ich wollte, dass die Leute sagen, dass das eure bisher beste MANTAR-Platte ist. Das ist für mich sehr wichtig“

Aufgenommen wurde das Album im Black Bear Studio in Gainesville. Hanno Klänhardt übernahm wie bei den beiden vorangegangenen Alben die Produktion, während als Toningenieur Jonathan Nuñez von der Band Torche half. Erinç Sakarya benötigte nur 48 Stunden, um seine Schlagzeugparts einzuspielen. The Modern Art of Setting Ablaze wurde komplett live aufgenommen. Aus Zeitmangel musste der Gesang in Miami Beach aufgenommen werden. Kländhardt befand sich im Nebenzimmer eines kleinen Appartements. Unzufrieden mit dieser Situation wurde der Gesang in nur sechs Stunden aufgenommen. Normalerweise benötigt Klänhardt hierfür zehn Tage, um seine Stimme zu schonen. Für die Lieder Age of the Absurd und Seek + Forget wurden Musikvideos gedreht.

## Das Albumcover

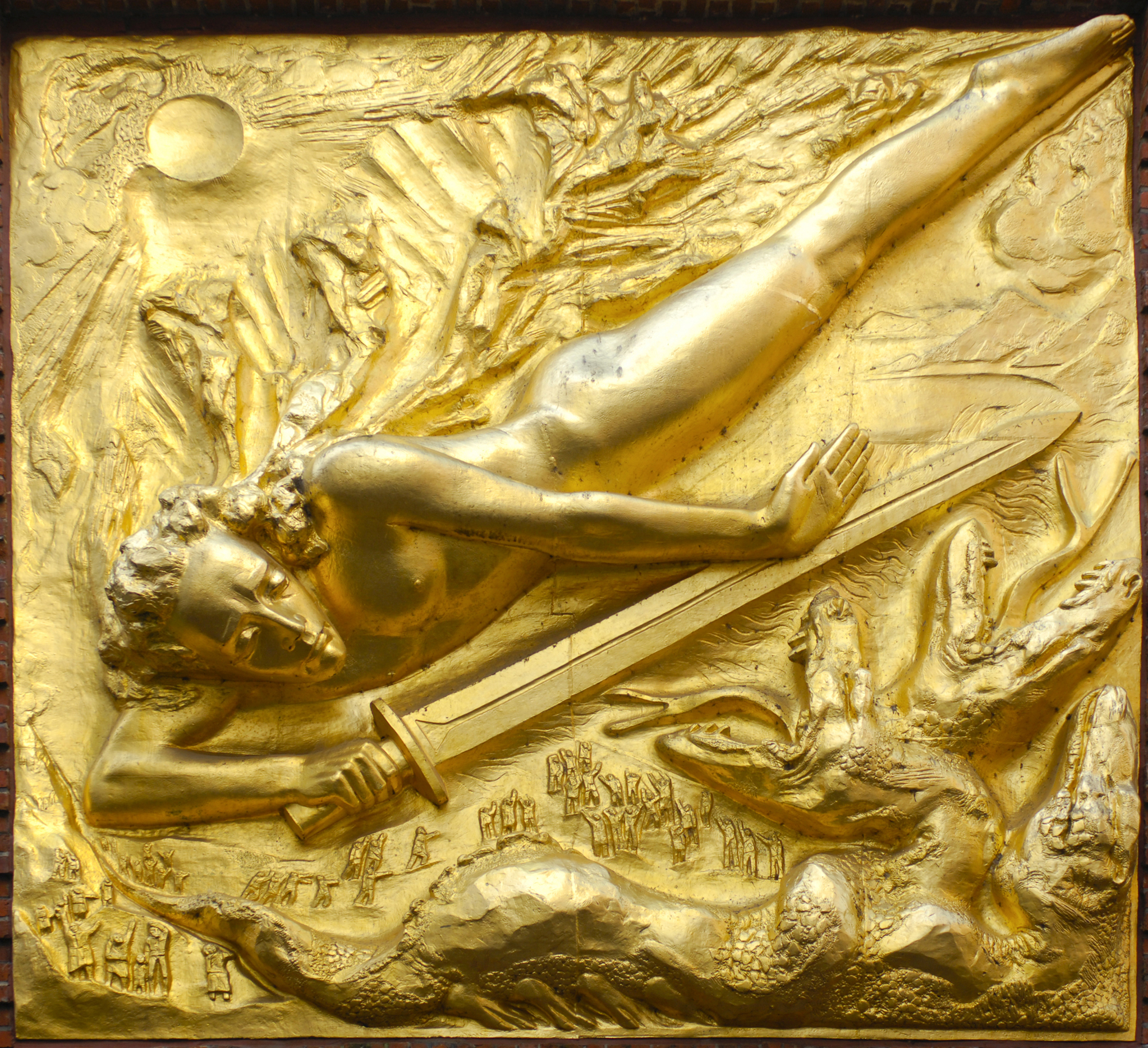
Der Lichtbringer von Bernhard Hoetger, 1936

Für das Albumcover verwendete die Band das Bronzerelief Der Lichtbringer von Bernhard Hoetger, dass seit 1936 unter dem Eingang zur Böttcherstraße in Bremen hängt. Das Relief wurde von Hoetger als Geschenk an Adolf Hitler geschaffen, wurde aber als Entartete Kunst gewertet. Hoetger wurde aus der NSDAP ausgeschlossen. Auf Wunsch Hitlers wurde das Werk hängen gelassen „als ein abschreckendes Beispiel dafür, was in der Zeit vor unserer Machtübernahme als Kultur und Baukunst ausgegeben worden sei.“

„Wir haben ein Stück Kunst genommen und aus einem historischen Kontext erweckt, der mich persönlich sehr an die heutige Zeit erinnert, an das momentane Klima des Wegguckens und Schweigens, bis es zu spät ist. Die eigentliche Intention des Bildes widert mich bis zum Erbrechen an. Aber es zu verwenden soll zeigen, dass es so aktuell ist wie eh und je. Dass das alles einer Fehlprogrammierung des menschlichen Systems geschuldet ist, die Leute sich gerne in der Masse und dem Hass auf alles verstecken, was nicht so ist wie sie selbst.“

Heute steht das Werk unter Denkmalschutz.

## Hintergrund
Der Albumtitel führt die Feuerthematik der bisherigen Albentitel fort und bezieht sich auf die gegenwärtige Lage der Menschheit. Der Titel stehe für ein leicht entzündliches gesellschaftliches Klima. Dabei will die Band den Menschen den Spiegel vorhalten.

„[Die Menschen] haben keine Lust oder Kompetenz mehr, aus Fehlern zu lernen und lassen sich schnell von falschen Tatsachen verführen. Die Menschheit neigt dazu, blindlings irgendwelchen falschen Propheten, Führern und Despoten zu folgen und für sie ins Feuer zu gehen. Der Titel ist natürlich etwas zynisch, da ich glaube, dass der Mensch unbelehrbar ist und genauso heutzutage auf irgendwelche Bauernfänger reinfällt wie vor 5000 Jahren.“

In dem Lied Age of the Absurd beschreibt Hanno Klänhardt die seiner Meinung nach morbide Faszination, den Menschen dabei zuzuschauen, wie sie lachend in eine Kettensäge rennen. Menschen würden sich wie Lemminge verhalten. Das Lied Midgard Serpent (Seasons of Failure) bezieht sich auf die Midgardschlange aus der germanischen Mythologie. Sie ist eine Seeschlange, die die Welt umspannt. Für Hanno Klänhardt symbolisiert die Midgardschlange den „Kreislauf des menschlichen Versagens, aus dem eigenen Zwang und der eigenen Dummheit auszubrechen“.
Anti Eternia ist auch der Titel einer Folge der Action-Figur-Serie He-Man. Als kleinen Scherz baute die Band ein laut Klänhardt „völlig übertriebenes“ Gitarrensolo ein, dass die Tapping-Technik anwendet und von Van Halen inspiriert ist. In dem Lied stellt Kländhardt die Frage, warum ein Mensch auf Erlösung oder ewiges Leben hoffen soll, wenn er stirbt.

## Rezeption

### Rezensionen
Für Arne Helms vom deutschen Magazin Visions wäre das Album „aufgeräumter und kompromißloser“ und hat im Gegensatz zu seinen Vorgängern „mehr spielerische Finesse zu bieten“. Mantar würden die „pure und streitlustige Boshaftigkeit ihres Sounds noch eindringlicher zu verpacken“. Für Lothar Gerber vom deutschen Magazin Metal Hammer haben Mantar „das Knüppeln nicht verlernt“. Die beiden Musiker haben „ihre Sound weiter verroht und auf das nächste Level getrümmert“. Dass Mantar mit der Wahl des Albumcovers „zum Nachdenken anregen“, wäre der Band „hoch anzurechnen“. Gerber vergab fünf von sieben Punkten.

### Chartplatzierungen
The Modern Art of Setting Ablaze stieg auf Platz sieben der deutschen Albumcharts ein. Zum ersten Mal erreichten Mantar damit eine Platzierung unter den ersten Zehn. In Österreich belegte das Album Platz 53 und in der Schweiz Platz 54. Für Mantar waren es die ersten Chartplatzierungen in diesen Ländern.

### Auszeichnungen
Das deutsche Onlinemagazin Metal.de platzierte The Modern Art of Setting Ablaze auf Rang drei der 25 besten Alben des Jahres 2018.